# Две Иоаси
«Две Иоаси» (пол. Dwie Joasie) — польский чёрно-белый художественный фильм, романтическая комедия 1935 года.

## Сюжет
Иоася Ковальская привлекательная канцелярская работница, к которой пристают все начальники. Поэтому, когда она начинает работу в новом бюро, одевается неинтересно и прикидывается, что имеет слабое зрение. Но здесь ей встретился такой начальник, в которого влюбляется сама Иоася. Но он вообще не обращает на неё внимания...

## В ролях
- Ядвига Смосарская — Иоася Ковальская.
- Франтишек Бродневич — Роберт Ростальский.
- Ина Бенита — Флора.
- Войцех Рушковский — Михаил Грубский, друг Ростальского.
- Тадеуш Фиевский — Антось, курьер.
- Михал Знич — Хиляры Чихэркевич, работник Ростальского.
- Зофья Чаплиньская — Янова, домработница Ростальского
- Адам Астон — дирижёр и певец на балу моды.
- Станислав Петерсбурский — пианист и певец на балу моды.
- Владислав Грабовский — Анзельм, портной.
- Люцина Щепаньская — Климча, работница дома мод.
- Александр Зельверович — Ковальский.
- Янина Янецкая — Ковальская.
- Лода Немижанка и др.